# Гизульф II (герцог Фриуля)

Лангобардское государство при короле Агилульфе

Гизульф II (лат. Gisulfus II; погиб в 610) — герцог Фриуля в 590—610 годах из рода Гаузы.

## Биография
Основным нарративным источником, повествующим о Гизульфе II, является «История лангобардов» Павла Диакона.
Гизульф II был старшим сыном правителя Фриульского герцогства Гразульфа I, о чём упоминается в одном из посланий, сохранившихся в сборнике «Австразийские письма». Из-за недостаточной освещённости в средневековых источниках ранней истории герцогства, точная хронология и последовательность происходивших в этом владении событий неизвестны.
Получение Гизульфом II власти над Фриульским герцогством датируется 590 годом. Вероятно, это произошло во время войны, которую герцог Гразульф I вёл с византийцами. Согласно одному из посланий из сборника «Австразийские письма», в этом году экзарх Равенны Роман совершил поход в византийскую Истрию, подвергшуюся нападению со стороны Гразульфа I. Однако здесь он был встречен Гизульфом, сыном Гразульфа, который заключил с византийцами мир. Предполагается, что в послании зафиксирован момент перехода власти от Гразульфа I к его сыну. Вероятно, Гизульф II стал правителем Фриульского герцогства в самый разгар событий в Истрии. Возможно, Гразульф I не умер, а был свергнут c византийской помощью, и именно с этим было связано заключение мирного договора между Гизульфом II и экзархом Равенны.
Предполагается, что статус Гизульфа II в отношениях с Византийской империей был подобен статусу главы римских федератов. В его обязанности входило предоставлять византийцам фриульские отряды для военных действий против славян и аваров в Истрии.
Вероятно, про-византийская политика Гизульфа II способствовала росту напряжённости между ним и королём лангобардов Агилульфом. По свидетельству Павла Диакона, Гизульф II имел долговременные разногласия с Агилульфом. Около 600 года к фриульскому герцогу примкнул и другой знатный лангобард, герцог Тренто Гайдоальд. Возможно, мятежники намеревались воспользоваться успехами экзарха Равенны Каллиника, в 601 году возобновившего военные действия против лангобардов. Тогда византийцам удалось внезапным нападением захватить Парму и пленить здесь дочь Агилульфа и её мужа, герцога Гудескалька. Предполагается, что по крайней мере один из мятежников, Гизульф II Фриульский, мог вести совместные действия с византийцами, так же, как делал это и ранее. Успехи византийцев и мятежников были так велики, что под непосредственной властью короля лангобардов остались только Павия, Милан и Тусция. Однако уже в 602 году Агилульф одержал над византийской армией несколько побед, после чего Гизульф II и Гайдоальд снова подчинились королю. Неизвестно, когда это произошло, но, согласно композиции «Истории лангобардов» Павла Диакона, мятеж должен был прекратиться не позднее 7 апреля 603 года, когда на Пасху в Монце состоялось крещение Аделоальда, сына Агилульфа и Теоделинды.
В 606 году Гизульф II был вовлечён во внутрицерковный конфликт, приведший к появлению Градского патриархата. В этом году под давлением экзарха Равенны Смарагда и с согласия папы римского новым патриархом Аквилеи был избран Кандидиан. Это произошло несмотря на то, что большинство духовенства Аквилейского патриархата, являясь сторонниками доктрины о «Трёх главах», конфликтовало как с византийцами, так и с папством. Недовольные аквилейцы обратились за поддержкой к враждовавшим с византийцами королю Агилульфу и герцогу Гизульфу II. При поддержке этих лангобардских властителей на кафедру Аквилеи был избран аббат Иоанн
. Этим было положено начало расколу в Аквилейском патриархате, продлившемуся до 698 года.
Павел Диакон упоминает, что ставший в 591 году герцогом Беневенто Арехис I был фриульским уроженцем, родственником Гизульфа II и воспитателем его сыновей.
Наиболее важное событие правления Гизульфа II — вторжение аваров в северо-восточные области Италии. Это «самое страшное нападение аваров на Фриуль» датируется концом 610 года. Павел Диакон оставил подробный рассказ о этом событии.
Фриульское герцогство было первой лангобардской областью, на которую напали авары. Узнав о вторжении, Гизульф II собрал небольшое войско и выступил навстречу аварам. Хотя герцог и выказал в сражении большое мужество, он потерпел поражение от превосходивших численностью его войско аваров и пал на поле боя. Супруга же Гизульфа Ромильда укрылась с детьми за стенами Чивидале-дель-Фриули, столицы герцогства. Прельстившись красотой и молодостью правителя аваров, и возжелав стать его женой, Ромильда открыла врагам городские ворота. Авары разорили город, захватив богатую добычу и пленив множество местных жителей, включая и членов семьи Гизульфа II. Хотя авары сильно разорили сельские местности Фриульского герцогства, кроме Чивидале-дель-Фриули они не смогли захватить ни одну из фриульских крепостей: гарнизоны Кормоны, Немаса, Осопы, Артении, Ревния, Глемона и Илблигиса оказывали захватчикам сопротивление до тех самых пор, пока те не покинули земли Италии.
По пути в Паннонию сыновьям Гизульфа — уже достигшим совершеннолетия Тасо и Какко, и ещё малолетним Радоальду и Гримоальду — удалось бежать из плена. Их же мать была жестоко наказана за своё сладострастие: каган провёл с ней только одну ночь, после чего отдал её на поругание двенадцати своим приближённым. Страдания Ромильды завершились лишь с её смертью: по приказу правителя аваров она была посажена на кол. Дочерям же Гизульфа удалось избежать участи матери: спрятав под одеждой мясо мёртвых куриц, они запахом их разложившейся плоти отпугнули от себя насильников. В завершении рассказа о разорении Фриуля Павел Диакон сообщает, что его прадед Лопихис был среди тех лангобардов, которые были угнаны аварами в Паннонию.

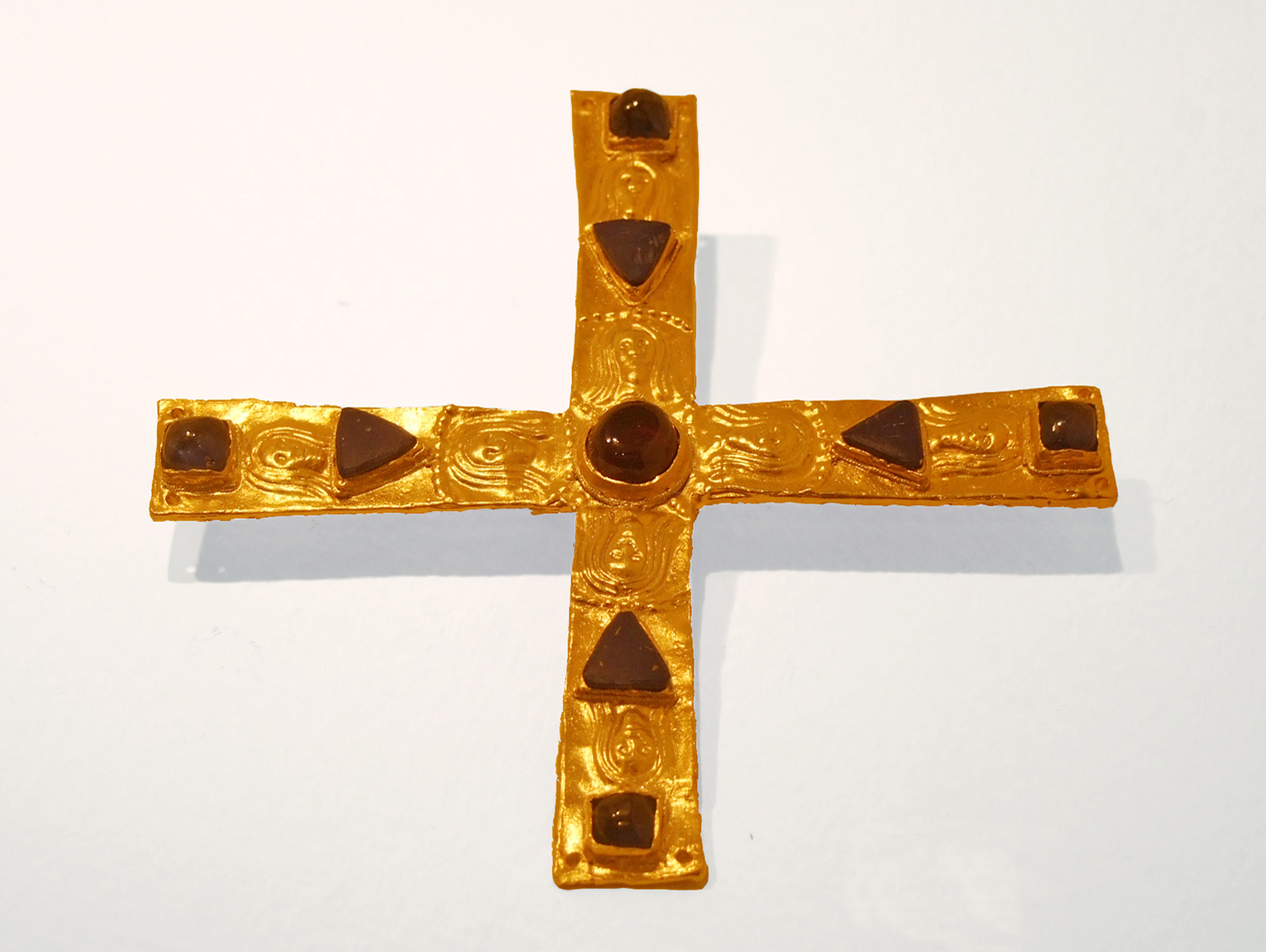
Крест Гизульфа

Рассказ о аварском нашествии на Фриульское герцогство писавшего во второй половине VIII века Павла Диакона, возможно, в недостаточной мере передаёт обстоятельства этого события. Ряд современных историков отмечает, что авары, бывшие в это время союзниками короля Агилульфа, не имели явных причин для вторжения. Указывая на бездействие правителя лангобардов во время разорения Фриуля, они делают предположение о том, что авары напали на владения Гизульфа II по просьбе самого Агилульфа. Возможно, конфликт между герцогом и королём был спровоцирован или очередным мятежом Гизульфа, или его намерением заключить союз с новым византийским императором Ираклием I, или даже королевскими амбициями фриульского герцога, одним из предков которого был правитель паннонских лангобардов Аудоин. По другому мнению, нападение аваров могло быть следствием их мира с Византийской империей, заключённого в 601 году, или недовольством кагана исполнением Агилульфом лангобардо-аварского договора 599 года.
Сыновья Гизульфа II возвратились во Фриульское герцогство, после чего Тасо и Какко стали совместно править отцовскими владениями. Радоальд и Гримоальд впоследствии обосновались при дворе их родственника и воспитателя, герцога Арехиса I, и оба были правителями Беневентского герцогства. Гримоальд владел также ещё и престолом Лангобардского королевства. Из четырёх дочерей Гизульфа II в сочинении Павла Диакона по именам упоминаются две — Аппа и Гайла (или Гейла), вышедшие замуж за правителей германских племенных герцогств. Одна из них стала супругой неназванного по имени короля алеманнов, другая — женой герцога баваров (возможно, Гарибальда II). Хотя какая из дочерей была супругой какого правителя, в труде Павла Диакона не уточняется, предполагается, что Аппа могла выйти замуж за правителя алеманнов, а Гайла — за герцога баваров.
В 1874 году при ремонтных работах в историческом центре Чивидале-дель-Фриули была найдена могила знатного лангобарда. В погребении был обнаружен каменный саркофаг с граффити «Cisul» на крышке. На данном основании этот археологический памятник получил название «Могила Гизульфа». Найденный здесь золотой крест, характерный для ювелирного дела лангобардской Италии, известен как «Крест Гизульфа». Однако достаточно надёжных подтверждений того, что погребённое здесь лицо было именно фриульским герцогом (Гизульфом I или Гизульфом II), нет. В саркофаге находились останки богатого воина с полным вооружением. Среди находок — золотой перстень с именем византийского императора Тиберия II. В результате исследований установлено, что, скорее всего, захоронение относится к VII веку и в нём мог быть погребён герцог Гразульф II.